# Rhynchina talhanica
Rhynchina talhanica là một loài bướm đêm trong họ Erebidae.